# Škoda Kylaq
Škoda Kylaq — це невеликий кросовер довжиною менше 4000 мм, розроблений для індійського ринку. Він менший за  Kushaq і тісно пов'язаний з Volkswagen Tera, що випускається в Бразилії.
Škoda вибрала назву нової моделі через кампанію в соціальних мережах, де голосували люди.

## Огляд
Автомобіль був представлений 6 листопада 2024 року. Бронювання на покупку  Kylaq розпочалося 2 грудня 2024 року, і протягом 10 днів після запуску Kylaq перевищило 10'000 бронювань.

## Силовий агрегат
| Бензиновий двигун | Бензиновий двигун | Бензиновий двигун          | Бензиновий двигун      | Бензиновий двигун                                   |
| Модель            | Об'єм/Тип         | Потужність                 | Момент                 | Трансмісія                                          |
| ----------------- | ----------------- | -------------------------- | ---------------------- | --------------------------------------------------- |
| 1.0 TSI           | 999 cc I3         | 115 PS (85 кВт; 113 к. с.) | 175 Н⋅м (129 фунт⋅фут) | 6-швидкісна механічна або 6-ступінчаста автоматична |